# Grapholita
Grapholita es un género de polillas de la familia Tortricidae.

## Especies
- Grapholita amictana (Felder & Rogenhofer, 1875)
- Grapholita amphitorna (Turner, 1916)
- Grapholita andabatana (Wolff, 1957)
- Grapholita angleseana (Kearfott, 1907)
- Grapholita antitheta (Meyrick, 1911)
- Grapholita arcia Diakonoff, 1988
- Grapholita arcuatana Kuznetzov, 1992
- Grapholita astrapephora Diakonoff, 1976
- Grapholita aureolana Tengstrom, 1848
- Grapholita auroscriptana Caradja, 1916
- Grapholita bigeminata (Meyrick in Caradja & Meyrick, 1935)
- Grapholita biserialis (Meyrick in Caradja & Meyrick, 1935)
- Grapholita boulderana McDunnough, 1942
- Grapholita caecana Schläger, 1848
- Grapholita caeruleana Walsingham, 1879
- Grapholita callisphena (Meyrick, 1907)
- Grapholita caudicula Diakonoff, 1975
- Grapholita cerasivora (Matsumura, 1917)
- Grapholita chrysacrotoma Diakonoff, 1976
- Grapholita comanticosta Kuznetzov, 1988
- Grapholita compositella
- Grapholita conficitana (Walker, 1863)
- Grapholita conversana Walsingham, 1879
- Grapholita coronillana Friederike Lienig y Zeller, 1846
- Grapholita cotoneastri Danilevsky in Danilevsky & Kuznetsov, 1968
- Grapholita curviphalla Liu & Yan, 1998
- Grapholita cyanogona (Meyrick, 1907)
- Grapholita dactyla Liu & Yan, 1998
- Grapholita decolorana Walker, 1863
- Grapholita delineana Walker, 1863
- Grapholita diaphorotorna Diakonoff, 1983
- Grapholita difficilana (Walsingham, 1900)
- Grapholita dilectabilis Kuznetzov, 1972
- Grapholita dimorpha Komai, 1979
- Grapholita discretana Wocke in Staudinger & Wocke, 1861
- Grapholita dohrniana Zeller, 1863
- Grapholita dyarana (Kearfott, 1907)
- Grapholita dysaethria Diakonoff, 1982
- Grapholita eclipsana Zeller, 1875
- Grapholita edwardsiana (Kearfott, 1907)
- Grapholita endrosias (Meyrick, 1907)
- Grapholita exigua Kuznetzov, 1972
- Grapholita fana (Kearfott, 1907)
- Grapholita fimana Snellen, 1883
- Grapholita fissana (Frölich, 1828)
- Grapholita fistularis (Meyrick, 1928)
- Grapholita floricolana (Meyrick, 1881)
- Grapholita funebrana
- Grapholita geministriata (Walsingham, 1900)
- Grapholita gemmiferana Treitschke, 1835
- Grapholita globella Liu & Yan, 1998
- Grapholita globovalva Liu & Yan, 1998
- Grapholita glycyrrhizana (Kuznetzov in Danilevsky, Kuznetsov & Falkovitsh, 1962)
- Grapholita gypsothicta (Meyrick, 1938)
- Grapholita hamatana Kennel, 1901
- Grapholita heptatoma Diakonoff, 1976
- Grapholita hieroglyphana Blanchard & Knudson, 1984
- Grapholita hyalitis (Meyrick, 1909)
- Grapholita hylophanes (Meyrick, 1928)
- Grapholita hymenosa Razowski, 2013
- Grapholita imitativa Heinrich, 1926
- Grapholita inopinata Heinrich, 1928
- Grapholita internana
- Grapholita interstinctana (Clemens, 1860)
- Grapholita iridescens (Meyrick, 1881)
- Grapholita isacma (Meyrick, 1907)
- Grapholita janthinana (Duponchel in Godart, 1835)
- Grapholita jesonica (Matsumura, 1931)
- Grapholita jucundata Kuznetzov, 1971
- Grapholita junctistrigana (Walsingham, 1900)
- Grapholita jungiella'
- Grapholita komaii Rose & Pooni, 2003
- Grapholita kurilana Kuznetzov, 1976
- Grapholita lana (Kearfott, 1907)
- Grapholita larseni Rebel, 1903
- Grapholita latens Kuznetzov, 1972
- Grapholita latericia Komai, 1999
- Grapholita lathyrana (Hübner, [1813])
- Grapholita libertina Heinrich, 1926
- Grapholita limbata Diakonoff, 1969
- Grapholita lobarzewskii (Nowicki, 1860)
- Grapholita lunatana Walsingham, 1879
- Grapholita lunulana (Denis & Schiffermüller, 1775)
- Grapholita macrodrilus Diakonoff, 1984
- Grapholita melicrossis (Meyrick, 1932)
- Grapholita mesoscia Diakonoff, 1969
- Grapholita miranda (Meyrick, 1911)
- Grapholita molesta
- Grapholita namatophora Diakonoff, 1976
- Grapholita nebritana Treitschke in Ochsenheimer, 1830
- Grapholita nigrostriana Snellen, 1883
- Grapholita nucleana Felder & Rogenhofer, 1875
- Grapholita obliqua Diakonoff, 1982
- Grapholita okui Komai, 1999
- Grapholita omittana Kuznetzov, 1988
- Grapholita optica (Meyrick, 1912)
- Grapholita opulentica Kuznetzov, 1992
- Grapholita orbiapex Kuznetzov, 1988
- Grapholita orobana Treitschke in Ochsenheimer, 1830
- Grapholita packardi Zeller, 1875
- Grapholita pagenstecheri Bradley, 1961
- Grapholita pallifrontana
- Grapholita parvisignana (Meyrick, 1881)
- Grapholita patens Kuznetzov, 1971
- Grapholita pavonana (Walsingham, 1900)
- Grapholita prolopha (Meyrick, 1912)
- Grapholita prunivora (Walsh, 1868)
- Grapholita pycnograpta (Meyrick, 1936)
- Grapholita rhabdotacra Diakonoff, 1969
- Grapholita rosana Danilevsky in Danilevsky & Kuznetsov, 1968
- Grapholita schizodelta Diakonoff, 1982
- Grapholita scintillana Christoph, 1882
- Grapholita seclusana (Walker, 1866)
- Grapholita semifusca Kuznetzov in Danilevsky & Kuznetsov, 1968
- Grapholita shadawana Liu & Chen, 2000
- Grapholita siderocosma Diakonoff, 1978
- Grapholita sporosema (Meyrick, 1922)
- Grapholita steringus Diakonoff, 1983
- Grapholita tenebrosana Duponchel in Godart, 1842
- Grapholita tetrazancla (Turner, 1925)
- Grapholita thermopsidis Eiseman & Austin, 2020
- Grapholita tornosticha (Turner, 1946)
- Grapholita torodetta (Meyrick, 1914)
- Grapholita tricyanitis Dianokoff, 1976
- Grapholita tristriatana Pagenstecher, 1900
- Grapholita tristrigana (Clemens, 1865)
- Grapholita valens Kuznetzov, 1988
- Grapholita vitrana Walsingham, 1879
- Grapholita yasudai Komai, 1999
- Grapholita zapyrana (Meyrick, 1881)
- Grapholita zariae Razowski, 2013